# Константин IV Погонат
Константин IV (на гръцки: Κωνσταντίνος Δ') е византийски император от 668 до смъртта си през 685 година. Често погрешка на него се приписва прякора на баща му – Погонат (от гръцки: ο Πωγώνατος – „Брадати“).
Управлението на Константин IV Погонат съвпада с връхната точка на арабските атаки срещу Византия през 7 век и идването на българите, които основават своя държава около делтата на Дунав. По-голямата част от управлението му преминава в тежки сражения с арабските войски на територията на Мала Азия. Константин IV е считан за един от забележителните византийски владетели, спрял арабската заплаха и укрепил мощта на държавата. През неговото управление също така е основана Дунавска България през 681 г. и се провежда Шестият Вселенски събор в същата година.

## Произход и възкачване на престола
Константин е син на император Констант II, който е убит през 668 г. в Сиракуза, след което сицилианските войски провъзгласяват за император арменеца Мизизий. Когато Константин IV узнава за това в столицата, той пристига с голяма флота в Сицилия и наказва узурпатора и убийците на баща си. След това се връща в Константинопол, където царува с братята си Тиберий и Хераклий, издигнати по настояване на малоазийските легиони.

## Управление

### Войни с арабите
Още през 60-те години по-голямата част от териториите на централна, южна и югозападна Мала Азия са окупирани от арабите. През 669 г. те предприемат първата обсада на Цариград, изразяваща се по-скоро в опит за превземане на града от движение и без сериозна подготовка. Византийските войски отблъскват с лекота атаката. Периодът 669 – 674 г. преминава в усилена подготовка на арабите за пълномащабна обсада на Цариград. Подготвителни действия се извършват и от византийското правителство.
В 670 г. арабите превземат град Кизик на малоазийския бряг на Мраморно море, а в 672 г. – Смирна. Между 674 и 678 г. Константинопол е обсаден от арабски войски. Общо арабските армии наброяват над 100 хил. войници и включват многоброен флот. Атаките срещу града се водят през пролетта, лятото и есента, а през зимата арабските кораби се оттеглят да зимуват в пристана на Кизик.
Липсата на съгласуваност при атаките на крепостта (войските от отделните области на Арабският халифат в нито един момент на обсадата не предприемат обща атака срещу града), свободата на действие на византийския флот, възможностите за снабдяване на града със зърно от славяните през зимата и, особено важно – прилагането на гръцки огън, запалителна смес, изобретен от сириеца Калиникос срещу арабските кораби, а и, не на последно място, организаторските способности и военен талант на Константин IV, са основните причини за провала на вражеската обсада.
След свалянето на обсадата от Константинопол, византийския флот действа успешно срещу арабския в Мраморно море, а византйската армия побеждава в Битката при Сулайем (677). През есента на 678 г. арабският флот е разгромен, бягащите остатъци са пресрещнати край западния бряг на Мала Азия и са доунищожени, и арабските армии започват отстъпление. Те са пресрещнати от византийски войски в Централна Мала Азия и са окончателно разгромени.
През 680 г. Византия и Арабският халифат сключват 30-годишен мир, според условията на който, империята получава 3 хил. златни монети като годишен данък от арабите.
Докато траят войните срещу арабите, през 70-те години лангобардите овладяват византийските градове Бриндизи и Таранто в Южна Италия, а на Балканския полуостров славяните предприемат две големи, но неуспешни обсади на Тесалоника в 675 и 678 година.

### Война с прабългарите
Междувременно, европейските територии на империята биват нападани в края на 70-те години от прабългарите, които били напуснали предишната си държава, притиснати от хазарите, и били допуснати да се заселят около делтата на Дунав от Византия. През пролетта на 680 г. Константин IV организира мащабен поход и се отправя срещу тях на север от река Дунав. Преди решителната атака на българското укрепление Онгъла императорът решава да остави командването на военачалниците си, а той самият се оттеглил в Акве Калиде (ист. град на територията на град Бургас), Месемврия (дн. Несебър) или Анхиало (антично селищо, намиращо се близо до дн. Поморие), под предлог, че ще се лекува с топли бани от подагра. Истинските причини за тази постъпка не са известни, но междувременно слуховете, че императорът е напуснал армията се разпространяват светкавично, войниците губят дух, а прабългарите се възползват от това и ромеите са разгромени.
В резултат от битката Византийската империя губи придунавската област Долна Мизия, където трайно се заселват българите, съгласно сключения след това мирен договор, който задължава Константин IV да признае българската държава в Мизия и да плаща данък.

### Късно управление
Константин не воюва след това, а продължава да се занимава с църковните дела. Още през ноември 680 г. той е свикал в Константинопол Шестия Вселенски събор, който потвърждава догмите на предните пет събора, но осъжда догмата за единната воля на Христос и приема учението за двете воли и сили. Официално е забранено монотелитството.
В края на управлението си Константин е принуден да потиска опозицията сред най-близките кръгове от неговото обкръжение: в 681 лишава братята си Хераклий и Тиберий от титлите Augustus, след което нарежда носовете им да бъдат отрязани (влияние на сасанидските традиции), като по този начин съсредоточава могъществото на главния император – автократор. След това царува заедно със сина си Юстиниан II. През септември 685 Константин IV умира от дизентерия.

## Вижте още
- Арабско-византийски войни
- Битка при Онгъла
- Българо-византийски войни